# Arthrovertex segmentatus
Arthrovertex segmentatus är en kvalsterart som beskrevs av Balogh 1970. Arthrovertex segmentatus ingår i släktet Arthrovertex och familjen Scutoverticidae. Inga underarter finns listade i Catalogue of Life.